# Villa de Guadalupe, Zapotitlán Tablas
Villa de Guadalupe är en ort i Mexiko.   Den ligger i kommunen Zapotitlán Tablas och delstaten Guerrero, i den sydöstra delen av landet, 230 km söder om huvudstaden Mexico City. Villa de Guadalupe ligger 2 205 meter över havet och antalet invånare är 649.
Terrängen runt Villa de Guadalupe är huvudsakligen kuperad, men åt sydväst är den bergig. Runt Villa de Guadalupe är det ganska glesbefolkat, med 40 invånare per kvadratkilometer. Närmaste större samhälle är Acatepec, 11,1 km sydväst om Villa de Guadalupe. I omgivningarna runt Villa de Guadalupe växer huvudsakligen savannskog.